# Liste der Nummer-eins-Hits in Neuseeland (2001)
Dies ist eine Liste der Nummer-eins-Hits in Neuseeland im Jahr 2001. Sie basiert auf den offiziellen Single und Albums Top 40, die im Auftrag von Recorded Music NZ, dem neuseeländischen Vertreter der IFPI, ermittelt werden. Es gab in diesem Jahr 23 Nummer-eins-Singles und 23 Nummer-eins-Alben.

## Singles
| ← 2000 ← | Liste der Nummer-eins-Hits in Neuseeland | Liste der Nummer-eins-Hits in Neuseeland   | Liste der Nummer-eins-Hits in Neuseeland | 2002 →                    |
| \| Zeitraum \| Wo. ges. \| Interpret \| Titel Autor(en) \| Zusätzliche Informationen \| \| (Zeitraum, Wochen auf Platz eins, Interpret, Titel, Autor[en], zusätzliche Informationen) \| \| \| \| \| \| ----------------------------------------------------------------------------------------- \| -------- \| ------------------------------------------ \| ---------------------------- \| ------------------------- \| \| 24. Dezember 2000 – 13. Januar 2001 3 Wochen \| 3 \| Fur Patrol \| Lydia \| – \| \| 14. Januar 2001 – 20. Januar 2001 1 Woche \| 1 \| Backstreet Boys \| Shape of My Heart \| – \| \| 21. Januar 2001 – 24. Februar 2001 5 Wochen \| 5 \| Gwyneth Paltrow and Huey Lewis \| Cruisin’ \| – \| \| 25. Februar 2001 – 3. März 2001 1 Woche \| 1 \| Madonna \| Don’t Tell Me \| – \| \| 4. März 2001 – 17. März 2001 2 Wochen \| 2 \| Jennifer Lopez \| Love Don’t Cost a Thing \| – \| \| 18. März 2001 – 24. März 2001 1 Woche (insgesamt 2) \| 2 \| Ricky Martin with Christina Aguilera \| Nobody Wants to Be Lonely \| – \| \| 25. März 2001 – 31. März 2001 1 Woche (insgesamt 2) \| 2 \| LeAnn Rimes \| Can’t Fight the Moonlight \| – \| \| 1. April 2001 – 7. April 2001 1 Woche (insgesamt 2) \| 2 \| Ricky Martin with Christina Aguilera \| Nobody Wants to Be Lonely \| – \| \| 8. April 2001 – 14. April 2001 1 Woche (insgesamt 2) \| 2 \| LeAnn Rimes \| Can’t Fight the Moonlight \| – \| \| 15. April 2001 – 26. Mai 2001 6 Wochen \| 6 \| Atomic Kitten \| Whole Again \| – \| \| 27. Mai 2001 – 9. Juni 2001 2 Wochen \| 2 \| Craig David \| Walking Away \| – \| \| 10. Juni 2001 – 30. Juni 2001 3 Wochen \| 3 \| Christina Aguilera, Mýa, Lil’ Kim und Pink \| Lady Marmalade \| – \| \| 1. Juli 2001 – 7. Juli 2001 1 Woche \| 1 \| Emma Bunton \| What Took You So Long? \| – \| \| 8. Juli 2001 – 14. Juli 2001 1 Woche \| 1 \| Uncle Kracker \| Follow Me \| – \| \| 15. Juli 2001 – 19. August 2001 6 Wochen \| 6 \| Hear’Say \| Pure and Simple \| – \| \| 20. August 2001 – 25. August 2001 1 Woche (insgesamt 2) \| 2 \| Blue \| All Rise \| – \| \| 26. August 2001 – 8. September 2001 2 Wochen \| 2 \| Nelly Furtado \| Turn Off the Light \| – \| \| 9. September 2001 – 15. September 2001 1 Woche (insgesamt 2) \| 2 \| Blue \| All Rise \| – \| \| 16. September 2001 – 22. September 2001 1 Woche \| 1 \| Gorillaz \| 19/2000 \| – \| \| 23. September 2001 – 29. September 2001 1 Woche \| 1 \| Atomic Kitten \| Eternal Flame \| – \| \| 30. September 2001 – 6. Oktober 2001 1 Woche \| 1 \| Robbie Williams \| Eternity \| – \| \| 7. Oktober 2001 – 27. Oktober 2001 3 Wochen \| 3 \| Afroman \| Because I Got High \| – \| \| 28. Oktober 2001 – 17. November 2001 3 Wochen \| 3 \| Kylie Minogue \| Can’t Get You Out of My Head \| – \| \| 18. November 2001 – 24. November 2001 1 Woche (insgesamt 3) \| 3 \| Alicia Keys \| Fallin’ \| – \| \| 25. November 2001 – 8. Dezember 2001 2 Wochen \| 2 \| Blue \| Too Close \| – \| \| 9. Dezember 2001 – 22. Dezember 2001 2 Wochen (insgesamt 3) \| 3 \| Alicia Keys \| Fallin’ \| – \| \| 23. Dezember 2001 – 19. Januar 2002 4 Wochen \| 4 \| Robbie Williams & Nicole Kidman \| Somethin’ Stupid \| – \| |                                          |                                            |                                          |                           |
| ← 2000 |                                          |                                            |                                          | → 2002 →                  |
| Zeitraum | Wo. ges.                                 | Interpret                                  | Titel Autor(en)                          | Zusätzliche Informationen |
| (Zeitraum, Wochen auf Platz eins, Interpret, Titel, Autor[en], zusätzliche Informationen) |                                          |                                            |                                          |                           |
| 24. Dezember 2000 – 13. Januar 2001 3 Wochen | 3                                        | Fur Patrol                                 | Lydia                                    | –                         |
| 14. Januar 2001 – 20. Januar 2001 1 Woche | 1                                        | Backstreet Boys                            | Shape of My Heart                        | –                         |
| 21. Januar 2001 – 24. Februar 2001 5 Wochen | 5                                        | Gwyneth Paltrow and Huey Lewis             | Cruisin’                                 | –                         |
| 25. Februar 2001 – 3. März 2001 1 Woche | 1                                        | Madonna                                    | Don’t Tell Me                            | –                         |
| 4. März 2001 – 17. März 2001 2 Wochen | 2                                        | Jennifer Lopez                             | Love Don’t Cost a Thing                  | –                         |
| 18. März 2001 – 24. März 2001 1 Woche (insgesamt 2) | 2                                        | Ricky Martin with Christina Aguilera       | Nobody Wants to Be Lonely                | –                         |
| 25. März 2001 – 31. März 2001 1 Woche (insgesamt 2) | 2                                        | LeAnn Rimes                                | Can’t Fight the Moonlight                | –                         |
| 1. April 2001 – 7. April 2001 1 Woche (insgesamt 2) | 2                                        | Ricky Martin with Christina Aguilera       | Nobody Wants to Be Lonely                | –                         |
| 8. April 2001 – 14. April 2001 1 Woche (insgesamt 2) | 2                                        | LeAnn Rimes                                | Can’t Fight the Moonlight                | –                         |
| 15. April 2001 – 26. Mai 2001 6 Wochen | 6                                        | Atomic Kitten                              | Whole Again                              | –                         |
| 27. Mai 2001 – 9. Juni 2001 2 Wochen | 2                                        | Craig David                                | Walking Away                             | –                         |
| 10. Juni 2001 – 30. Juni 2001 3 Wochen | 3                                        | Christina Aguilera, Mýa, Lil’ Kim und Pink | Lady Marmalade                           | –                         |
| 1. Juli 2001 – 7. Juli 2001 1 Woche | 1                                        | Emma Bunton                                | What Took You So Long?                   | –                         |
| 8. Juli 2001 – 14. Juli 2001 1 Woche | 1                                        | Uncle Kracker                              | Follow Me                                | –                         |
| 15. Juli 2001 – 19. August 2001 6 Wochen | 6                                        | Hear’Say                                   | Pure and Simple                          | –                         |
| 20. August 2001 – 25. August 2001 1 Woche (insgesamt 2) | 2                                        | Blue                                       | All Rise                                 | –                         |
| 26. August 2001 – 8. September 2001 2 Wochen | 2                                        | Nelly Furtado                              | Turn Off the Light                       | –                         |
| 9. September 2001 – 15. September 2001 1 Woche (insgesamt 2) | 2                                        | Blue                                       | All Rise                                 | –                         |
| 16. September 2001 – 22. September 2001 1 Woche | 1                                        | Gorillaz                                   | 19/2000                                  | –                         |
| 23. September 2001 – 29. September 2001 1 Woche | 1                                        | Atomic Kitten                              | Eternal Flame                            | –                         |
| 30. September 2001 – 6. Oktober 2001 1 Woche | 1                                        | Robbie Williams                            | Eternity                                 | –                         |
| 7. Oktober 2001 – 27. Oktober 2001 3 Wochen | 3                                        | Afroman                                    | Because I Got High                       | –                         |
| 28. Oktober 2001 – 17. November 2001 3 Wochen | 3                                        | Kylie Minogue                              | Can’t Get You Out of My Head             | –                         |
| 18. November 2001 – 24. November 2001 1 Woche (insgesamt 3) | 3                                        | Alicia Keys                                | Fallin’                                  | –                         |
| 25. November 2001 – 8. Dezember 2001 2 Wochen | 2                                        | Blue                                       | Too Close                                | –                         |
| 9. Dezember 2001 – 22. Dezember 2001 2 Wochen (insgesamt 3) | 3                                        | Alicia Keys                                | Fallin’                                  | –                         |
| 23. Dezember 2001 – 19. Januar 2002 4 Wochen | 4                                        | Robbie Williams & Nicole Kidman            | Somethin’ Stupid                         | –                         |

## Alben
| ← 2000 ← | Liste der Nummer-eins-Hits in Neuseeland | Liste der Nummer-eins-Hits in Neuseeland | Liste der Nummer-eins-Hits in Neuseeland | 2002 →                    |
| \| Zeitraum \| Wo. ges. \| Interpret \| Titel \| Zusätzliche Informationen \| \| (Zeitraum, Wochen auf Platz eins, Interpret, Titel, zusätzliche Informationen) \| \| \| \| \| \| ------------------------------------------------------------------------------ \| -------- \| --------------- \| ------------------------------- \| ------------------------- \| \| 26. November 2000 – 27. Januar 2001 9 Wochen \| 9 \| The Beatles \| 1 \| – \| \| 28. Januar 2001 – 10. Februar 2001 2 Wochen (insgesamt 4) \| 4 \| Shaggy \| Hot Shot \| – \| \| 11. Februar 2001 – 24. Februar 2001 2 Wochen \| 2 \| The Hollies \| Greatest Hits \| – \| \| 25. Februar 2001 – 3. März 2001 1 Woche (insgesamt 4) \| 4 \| Shaggy \| Hot Shot \| – \| \| 4. März 2001 – 31. März 2001 4 Wochen (insgesamt 9) \| 9 \| Dido \| No Angel \| – \| \| 1. April 2001 – 7. April 2001 1 Woche \| 1 \| Neil Finn \| One Nil \| – \| \| 8. April 2001 – 14. April 2001 1 Woche (insgesamt 9) \| 9 \| Dido \| No Angel \| – \| \| 15. April 2001 – 21. April 2001 1 Woche (insgesamt 4) \| 4 \| Shaggy \| Hot Shot \| – \| \| 22. April 2001 – 19. Mai 2001 4 Wochen (insgesamt 9) \| 9 \| Dido \| No Angel \| – \| \| 20. Mai 2001 – 16. Juni 2001 4 Wochen \| 4 \| Hayley Westenra \| Hayley Westenra \| – \| \| 17. Juni 2001 – 23. Juni 2001 1 Woche \| 1 \| (Soundtrack) \| Moulin Rouge \| – \| \| 24. Juni 2001 – 30. Juni 2001 1 Woche \| 1 \| Radiohead \| Amnesiac \| – \| \| 1. Juli 2001 – 21. Juli 2001 3 Wochen \| 3 \| Staind \| Break the Cycle \| – \| \| 22. Juli 2001 – 28. Juli 2001 1 Woche \| 1 \| Hear’Say \| Popstars \| – \| \| 29. Juli 2001 – 4. August 2001 1 Woche \| 1 \| Linkin Park \| Hybrid Theory \| – \| \| 5. August 2001 – 25. August 2001 3 Wochen (insgesamt 4) \| 4 \| (Soundtrack) \| Bridget Jones's Diary \| – \| \| 26. August 2001 – 1. September 2001 1 Woche \| 1 \| Salmonella Dub \| Inside the Dub Plates \| – \| \| 2. September 2001 – 8. September 2001 1 Woche (insgesamt 4) \| 4 \| (Soundtrack) \| Bridget Jones’s Diary \| – \| \| 9. September 2001 – 15. September 2001 1 Woche \| 1 \| Elvis Presley \| The 50 Greatest Hits \| – \| \| 16. September 2001 – 6. Oktober 2001 3 Wochen \| 3 \| Che Fu \| Navigator \| – \| \| 7. Oktober 2001 – 13. Oktober 2001 1 Woche \| 1 \| Live \| V \| – \| \| 14. Oktober 2001 – 27. Oktober 2001 2 Wochen \| 2 \| Anika Moa \| Thinking Room \| – \| \| 28. Oktober 2001 – 3. November 2001 1 Woche \| 1 \| The Feelers \| Communicate \| – \| \| 4. November 2001 – 10. November 2001 1 Woche \| 1 \| Stellar* \| Magic Line \| – \| \| 11. November 2001 – 17. November 2001 1 Woche \| 1 \| Dr. Hook \| Greatest Hits \| – \| \| 18. November 2001 – 24. November 2001 1 Woche \| 1 \| Pink Floyd \| Echoes: The Best of Pink Floyd \| – \| \| 25. November 2001 – 15. Dezember 2001 3 Wochen (insgesamt 7) \| 7 \| Robbie Williams \| Swing When You’re Winning \| – \| \| 16. Dezember 2001 – 22. Dezember 2001 1 Woche (insgesamt 2) \| 2 \| Bee Gees \| Their Greatest Hits: The Record \| – \| \| 23. Dezember 2001 – 19. Januar 2002 4 Wochen (insgesamt 7) \| 7 \| Robbie Williams \| Swing When You’re Winning \| – \| |                                          |                                          |                                          |                           |
| ← 2000 |                                          |                                          |                                          | → 2002 →                  |
| Zeitraum | Wo. ges.                                 | Interpret                                | Titel                                    | Zusätzliche Informationen |
| (Zeitraum, Wochen auf Platz eins, Interpret, Titel, zusätzliche Informationen) |                                          |                                          |                                          |                           |
| 26. November 2000 – 27. Januar 2001 9 Wochen | 9                                        | The Beatles                              | 1                                        | –                         |
| 28. Januar 2001 – 10. Februar 2001 2 Wochen (insgesamt 4) | 4                                        | Shaggy                                   | Hot Shot                                 | –                         |
| 11. Februar 2001 – 24. Februar 2001 2 Wochen | 2                                        | The Hollies                              | Greatest Hits                            | –                         |
| 25. Februar 2001 – 3. März 2001 1 Woche (insgesamt 4) | 4                                        | Shaggy                                   | Hot Shot                                 | –                         |
| 4. März 2001 – 31. März 2001 4 Wochen (insgesamt 9) | 9                                        | Dido                                     | No Angel                                 | –                         |
| 1. April 2001 – 7. April 2001 1 Woche | 1                                        | Neil Finn                                | One Nil                                  | –                         |
| 8. April 2001 – 14. April 2001 1 Woche (insgesamt 9) | 9                                        | Dido                                     | No Angel                                 | –                         |
| 15. April 2001 – 21. April 2001 1 Woche (insgesamt 4) | 4                                        | Shaggy                                   | Hot Shot                                 | –                         |
| 22. April 2001 – 19. Mai 2001 4 Wochen (insgesamt 9) | 9                                        | Dido                                     | No Angel                                 | –                         |
| 20. Mai 2001 – 16. Juni 2001 4 Wochen | 4                                        | Hayley Westenra                          | Hayley Westenra                          | –                         |
| 17. Juni 2001 – 23. Juni 2001 1 Woche | 1                                        | (Soundtrack)                             | Moulin Rouge                             | –                         |
| 24. Juni 2001 – 30. Juni 2001 1 Woche | 1                                        | Radiohead                                | Amnesiac                                 | –                         |
| 1. Juli 2001 – 21. Juli 2001 3 Wochen | 3                                        | Staind                                   | Break the Cycle                          | –                         |
| 22. Juli 2001 – 28. Juli 2001 1 Woche | 1                                        | Hear’Say                                 | Popstars                                 | –                         |
| 29. Juli 2001 – 4. August 2001 1 Woche | 1                                        | Linkin Park                              | Hybrid Theory                            | –                         |
| 5. August 2001 – 25. August 2001 3 Wochen (insgesamt 4) | 4                                        | (Soundtrack)                             | Bridget Jones's Diary                    | –                         |
| 26. August 2001 – 1. September 2001 1 Woche | 1                                        | Salmonella Dub                           | Inside the Dub Plates                    | –                         |
| 2. September 2001 – 8. September 2001 1 Woche (insgesamt 4) | 4                                        | (Soundtrack)                             | Bridget Jones’s Diary                    | –                         |
| 9. September 2001 – 15. September 2001 1 Woche | 1                                        | Elvis Presley                            | The 50 Greatest Hits                     | –                         |
| 16. September 2001 – 6. Oktober 2001 3 Wochen | 3                                        | Che Fu                                   | Navigator                                | –                         |
| 7. Oktober 2001 – 13. Oktober 2001 1 Woche | 1                                        | Live                                     | V                                        | –                         |
| 14. Oktober 2001 – 27. Oktober 2001 2 Wochen | 2                                        | Anika Moa                                | Thinking Room                            | –                         |
| 28. Oktober 2001 – 3. November 2001 1 Woche | 1                                        | The Feelers                              | Communicate                              | –                         |
| 4. November 2001 – 10. November 2001 1 Woche | 1                                        | Stellar*                                 | Magic Line                               | –                         |
| 11. November 2001 – 17. November 2001 1 Woche | 1                                        | Dr. Hook                                 | Greatest Hits                            | –                         |
| 18. November 2001 – 24. November 2001 1 Woche | 1                                        | Pink Floyd                               | Echoes: The Best of Pink Floyd           | –                         |
| 25. November 2001 – 15. Dezember 2001 3 Wochen (insgesamt 7) | 7                                        | Robbie Williams                          | Swing When You’re Winning                | –                         |
| 16. Dezember 2001 – 22. Dezember 2001 1 Woche (insgesamt 2) | 2                                        | Bee Gees                                 | Their Greatest Hits: The Record          | –                         |
| 23. Dezember 2001 – 19. Januar 2002 4 Wochen (insgesamt 7) | 7                                        | Robbie Williams                          | Swing When You’re Winning                | –                         |